# Edward Smith-Stanley, 13. Earl of Derby

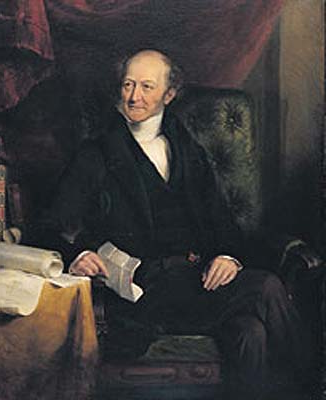
Edward Smith-Stanley, 13. Earl of Derby (1837)

Edward Smith-Stanley, 13. Earl of Derby KG (* 21. April 1775; † 30. Juni 1851 in Knowsley Hall), war ein britischer Politiker, Grundbesitzer, Baumeister, Landwirt, Kunstsammler und Naturforscher.

## Leben und Wirken
Stanley war das vierte Kind und der einzige Sohn von Edward Smith-Stanley, 12. Earl of Derby, und Lady Elizabeth Hamilton, Tochter von James Douglas-Hamilton, 6. Duke of Hamilton. Als Heir apparent seines Vaters führte er ab 1776 den Höflichkeitstitel Lord Stanley.
Er besuchte das Eton College in Windsor und schloss 1795 sein Studium am Trinity College der University of Cambridge als Master of Arts (M.A.) ab. Am 30. Juni 1798 heiratete er seine Cousine Charlotte Margaret Hornby († 1817), Tochter von Reverend Geoffrey Hornby (1750–1812), anglikanischer Pfarrer von Winwick in Lancashire.
Stanley war Unterhausabgeordneter der Whigs für Preston von 1796 bis 1812 und für Lancashire von 1812 bis 1832. Am 22. Dezember 1832 wurde ihm der erbliche Adelstitel eines Baron Stanley of Bickerstaffe, of Bickerstaffe in the County Palatine of Lancaster, verliehen, wodurch er aus dem Unterhaus ausschied und Mitglied des Oberhauses wurde. Beim Tod seines Vaters 1834 erbte er dessen Adelstitel als 13. Earl of Derby sowie dessen umfangreiche Besitzungen und zog sich aus der Politik zurück. Stattdessen widmete er sich seiner naturgeschichtlichen Kollektion bei Knowsley Hall, einem Adelsgut nahe Liverpool. Er hatte eine große Sammlung von lebenden Tieren, die bei seinem Tod aus 1272 Vögeln und 345 Säugetieren bestand und von Forschern wie Joseph Burke nach England gebracht wurden. Ein Großteil von Lord Derbys Sammlung wird heute im World Museum Liverpool aufbewahrt. Lord Derby war auch der Förderer des Schriftstellers Edward Lear.

## Familie
Mit seiner Gattin hatte er sieben Kinder:
- Edward Geoffrey Smith-Stanley, 14. Earl of Derby (1799–1869)
- Lady Charlotte Elizabeth Smith-Stanley (* 1801)
- Hon. Henry Thomas Stanley (1803–1875)
- Lady Emily Lucy Smith-Stanley (* 1804)
- Lady Louisa Emily Stanley (1805–1825)
- Lady Eleanor Mary Smith-Stanley (* 1807)
- Hon. Charles James Fox Stanley (1808–1884)

Am 4. November 1844 vererbte er seinen nachgeordneter Titel Baron Stanley of Bickerstaffe durch einen besonderen königlichen Beschluss (Writ of Acceleration) vorzeitig an seinen ältesten Sohn Edward, so dass dieser bereits zu diesem Zeitpunkt Mitglied des House of Lords wurde. Bei seinem Tod 1851 erbte dieser auch seine weiteren Adelstitel.

## Dedikationsnamen
Nach Lord Derby sind Tierarten wie der Chinasittich (Psittacula derbiana), die Riesen-Elenantilope (Taurotragus derbianus) und der Zapfenguan (Oreophasis derbianus) benannt. 1845 beschrieb George Robert Gray die Form Chauna derbiana, die jedoch als Nomen nudum gilt.